# Römisch-katholische Kirche
Die römisch-katholische Kirche („katholisch“ von griechisch καθολικός katholikós „das Ganze betreffend, allgemein, durchgängig“) ist die größte Kirche der Christenheit. Neben der lateinischen oder Westkirche, der nach Mitgliederzahl mit Abstand größten, umfasst sie weitere 23 Teilkirchen eigenen Rechts und mit eigenem Ritus, die so genannten katholischen Ostkirchen. Nach anderem, beispielsweise in Österreich vorherrschendem Sprachgebrauch wird die Gesamtheit „katholische Kirche“ genannt, während die Bezeichnung „römisch-katholisch“ nur für die lateinische Kirche verwendet und den anderen, etwa „griechisch-katholischen“ oder „armenisch-katholischen“ Rituskirchen gegenübergestellt wird.
Wie die orthodoxen Kirchen, die anglikanische Gemeinschaft und die altkatholische Kirche spendet die katholische Kirche sieben Sakramente. Unterscheidendes Merkmal ist die Anerkennung des Primats des römischen Bischofs über die Gesamtkirche. Der römisch-katholischen Kirche gehören ca. 1,3 bis 1,4 Milliarden Mitglieder an.
Die Kirche wird vom Papst geleitet. Seit dem 8. Mai 2025 ist dies Leo XIV.

## Bezeichnung

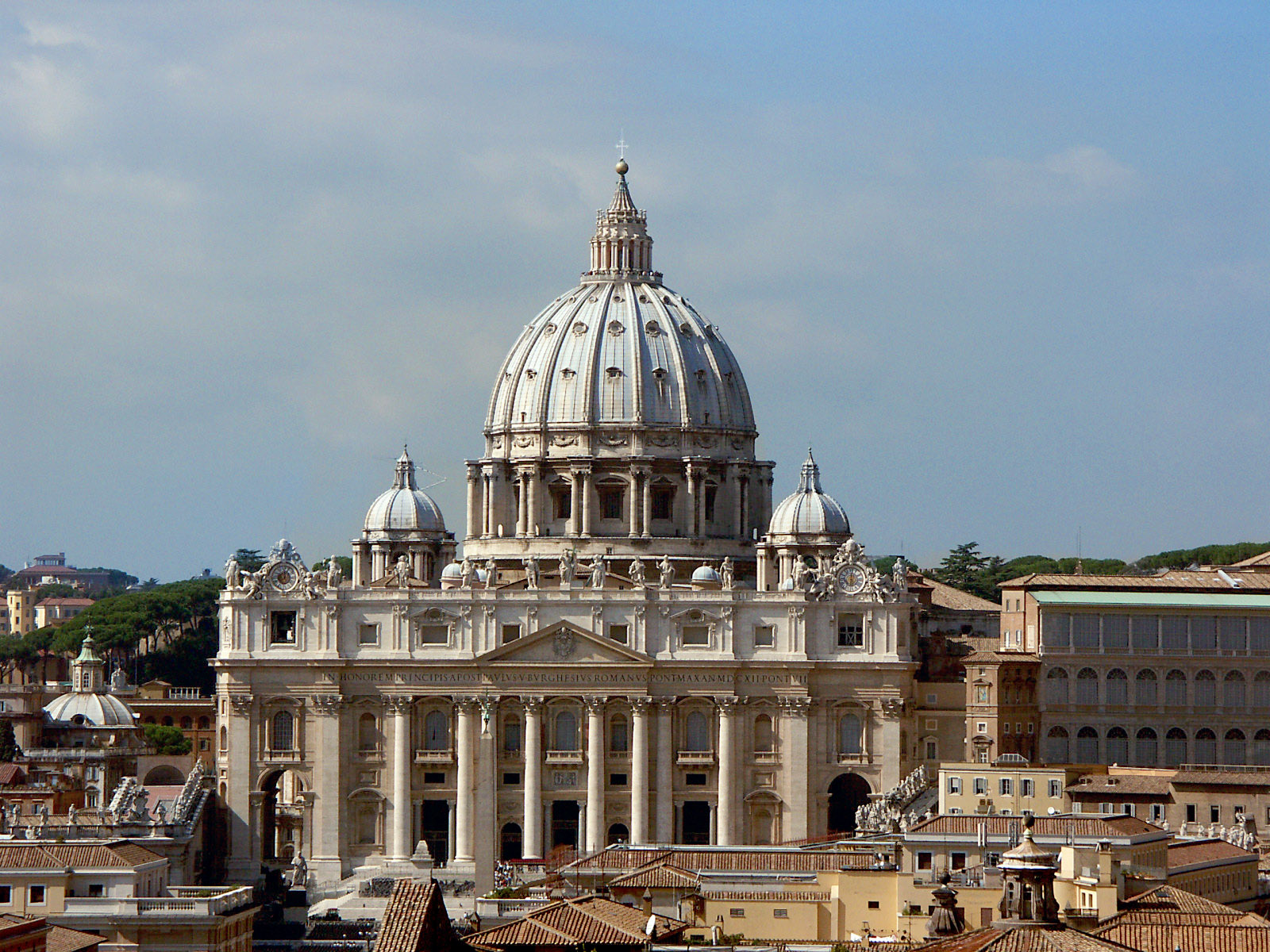
Der Petersdom ist eine der wichtigsten Pilgerstätten der römisch-katholischen Kirche.

Die Bezeichnung „römisch-katholische Kirche“ entstand erst im Gefolge der Reformation zur einfacheren Unterscheidung der gespaltenen christlichen Bekenntnisse und meint die Kirche, die den Primat des Papstes in Rom als Oberhaupt und Stellvertreter Jesu Christi anerkennt.
In der Regel bezeichnet sich die römisch-katholische Kirche selbst nur als „die Kirche“ oder „die katholische Kirche“ oder theologisch ausführlich als „die eine, heilige, katholische und apostolische Kirche“. Gleichwohl verwenden Dokumente im ökumenischen Dialog bisweilen die Bezeichnung „römisch-katholisch“.
Im allgemeinen und amtlichen Sprachgebrauch, vor allem in westlichen Ländern, werden die Bezeichnungen „katholische Kirche“ und „römisch-katholische Kirche“ als Synonym verwendet. Daneben wird „römisch-katholische Kirche“ sowohl in der Literatur als auch in Publikationen kirchlicher Stellen teilweise als Name für die lateinische Kirche in der Gegenüberstellung zu den katholischen Ostkirchen, die dann entsprechend „griechisch-katholische Kirchen“, „syrisch-katholische Kirche“ und so weiter heißen, verwendet; in diesem Sprachgebrauch bezieht sich „römisch“ auf den Ritus der lateinischen (westlichen) Teilkirche.
So ist in Österreich „katholisch“ die staatliche wie auch Eigenbezeichnung der katholischen Kirche in Österreich, während „römisch-katholisch“ ausschließlich für den lateinischen Ritus dieser Kirche verwendet wird.

## Gründung
Die römisch-katholische Kirche beruft sich traditionell auf die Gründung durch Jesus Christus selbst, insbesondere auf das sogenannte „Felsenwort“ an den Apostel Petrus (Mt 16,18–19 ). Ob historisch tatsächlich von einem eigentlichen Kirchengründungsakt Jesu Christi ausgegangen werden kann, ist auch unter römisch-katholischen Theologen umstritten. Meist wird in heutiger Ekklesiologie ein Zusammenwirken von vorösterlichen Wurzeln (Jesu endzeitliche Sammlung des Gottesvolkes), einem österlichen Impuls (Kirche als Gemeinschaft derer, die dem auferstandenen Jesus Christus nachfolgen) und pfingstlicher Geistgabe (Kirche als Gemeinschaft, in der der Heilige Geist gegenwärtig ist) als Ursprung der Kirche angesehen.
Um die Jahre 30 bis 33 geht man daher von der Entstehung der ersten Gemeinden, also der Urkirche, aus. Die römisch-katholische Kirche betrachtet sich mit dieser Urkirche in ununterbrochener Kontinuität stehend und nimmt auch die direkte Gründung durch Jesus Christus in Anspruch. Sie sieht diesen Zusammenhang institutionell, insofern die christliche Gemeinde von Rom traditionell als Gründung des Apostels Petrus angesehen wird und der Papst als Bischof von Rom direkter Nachfolger Petri ist.
Das Selbstverständnis als mit der Urkirche in ununterbrochener Tradition stehend ist keine römisch-katholische Besonderheit, auch andere christliche Konfessionen berufen sich auf diese Tradition. Inwiefern dieses Selbstverständnis berechtigt ist oder nicht, war lange Zeit Gegenstand polemischer Kontroversen unter den Konfessionen und ist ein wesentlicher Punkt des ökumenischen Dialogs.

## Geschichte
In der Urkirche gab es ursprünglich mehrere Modelle der Gemeindeleitung: die Leitung durch einen Kreis der Ältesten (Presbyterverfassung, Jerusalem), die Betreuung durch Wanderprediger (Syrien) und die funktionale Gemeindeleitung (paulinische Gemeinden). Die Gemeindeleitung oblag ab ca. 80 n. Chr. den Bischöfen (von griech. ἐπίσκοπος „Hüter, Aufseher“), wobei es sich anfangs um ein Kollektivorgan handelte, der Monepiskopat setzte sich erst ab dem zweiten Jahrhundert durch. Das heute bekannte dreigliedrige System mit dem Bischof an der Spitze, den Priestern und den Diakonen als seinen Unterstützern bildete sich vom Ende des ersten bis zum zweiten Jahrhundert aus.
Der Bereich eines Bischofs heißt im Westen Bistum oder Diözese (von griech. διοίκησις „Verwaltung“), dabei übernahm die Kirche, die im Römischen Reich von Diokletian eingeführten Bezeichnungen für territoriale Gliederungen.
In den ersten drei Jahrhunderten bildeten sich die Kirchenprovinzen heraus. Eine Kirchenprovinz umfasst mehrere Diözesen, ihr Vorsteher heißt Metropolit. Der Sitz eines Metropoliten ist die Metropole (von griech. Μητρόπολις „Mutterstadt“). Heute haben die Metropoliten der römisch-katholischen Kirche in der Regel den Rang eines Erzbischofs inne und stehen als Metropolitanerzbischof einem Erzbistum vor. Sie führen den Vorsitz in regionalen Bischofskonferenzen (z. B. die Freisinger Bischofskonferenz) und haben weitergehende Befugnisse auch über die dem Erzbistum untergeordneten Suffraganbistümer.
Bis 451 n. Chr. wurden die fünf „wichtigsten“ Metropoliten von Rom, Konstantinopel, Alexandrien, Antiochien und Jerusalem zu Patriarchen. Der Streit zwischen Rom und Konstantinopel führte dazu, dass sich die westliche Kirche schließlich im großen Morgenländischen Schisma von der östlichen (orthodoxen) trennte.
Das Patriarchat von Rom (oder: des Abendlandes, des Okzidents, der Westkirche) war das einzige westliche der fünf ursprünglichen altkirchlichen Patriarchate. Die übrigen bilden die altkirchlichen orthodoxen Patriarchate. Innerhalb der lateinischen Kirche gibt es zurzeit vier Patriarchen. Drei von ihnen stehen Diözesen mit Patriarchalsitz vor, einer steht als Erzbischof einem Erzbistum vor (vgl. ausführlich römisch-katholische Patriarchate).
Von den Patriarchen des Lateinischen Ritus (außer Jerusalem) sind die Patriarchen der mit Rom unierten Kirchen der östlichen Riten zu unterscheiden, die als Oberhaupt ihrer Kirchen eigenen Rechts (sui iuris) über die Ehrenrechte hinausgehende Vollmachten besitzen (eigene Jurisdiktion). Eine gleiche Stellung wie die Patriarchen – bis auf den Ehrenvorrang – haben die Großerzbischöfe als Oberhäupter einiger unierter Kirchen.
Einige östliche Bistümer haben sich im Laufe der Geschichte mit Rom versöhnt (uniert), meist unter dem Einfluss weltlicher Herrscher wie etwa in Siebenbürgen und der Ukraine. Bis auf die syrisch-maronitische und die italo-albanische Kirche lassen sich alle unierten Kirchen einer orthodoxen oder orientalischen Herkunftskirche zuordnen, von der sie sich mit der Unterordnung unter den Papst abgespalten haben. Bedingt durch diese historischen Entwicklungen gibt es heute an manchen Orten mehrere Bischöfe, etwa einen orthodoxen Bischof, einen Bischof der mit Rom unierten Kirche und einen lateinischen Bischof. Die unierten Kirchen haben den Ritus ihrer Herkunftskirchen in der Regel behalten und werden entsprechend bezeichnet. So heißen bsw. Kirchen, deren byzantinischer Ritus auf die griechische Kultur des antiken Oströmischen Reiches zurückgeht, „griechisch-katholisch“.

## Wesensbestimmung
Das Zweite Vatikanische Konzil widmete seine dogmatische Konstitution Lumen gentium einer Wesensbestimmung der Kirche. Dieser Text gilt als erste lehramtliche Gesamtschau des Kirchenverständnisses.

### Kirche als Sakrament
Die Kirche ist nach Lumen gentium das „Grundsakrament“, der grundlegende Heilsweg Gottes zu den Menschen:

„Die Kirche ist ja in Christus gleichsam das Sakrament, das heißt Zeichen und Werkzeug für die innigste Vereinigung mit Gott wie für die Einheit der ganzen Menschheit.“

### Volk Gottes
Die Gemeinschaft der Glaubenden in der Kirche bezeichnete das Konzil als das Volk Gottes.

„Gott hat es aber gefallen, die Menschen nicht einzeln, unabhängig von aller wechselseitigen Verbindung, zu heiligen und zu retten, sondern sie zu einem Volke zu machen, das ihn in Wahrheit anerkennen und ihm in Heiligkeit dienen soll.“

In diese Gemeinschaft wird man durch die Taufe aufgenommen, die nach Lehre der Kirche dem Täufling ein unauslöschliches Siegel einprägt. Jeder Katholik hat durch Taufe und Firmung Anteil an der Sendung der Kirche in die Welt (Laienapostolat). Ungeachtet des besonderen Dienstes einiger Mitglieder der Kirche als Lehrer oder Hirten erkennt das Konzil eine „wahre Gleichheit in der allen Gläubigen gemeinsamen Würde und Tätigkeit zum Aufbau des Leibes Christi. Der Unterschied, den der Herr zwischen den geweihten Amtsträgern und dem übrigen Gottesvolk gesetzt hat, schließt eine Verbundenheit ein, da ja die Hirten und die anderen Gläubigen in enger Beziehung miteinander verbunden sind. Die Hirten der Kirche sollen einander und den übrigen Gläubigen dienen, diese aber sollen voll Eifer mit den Hirten und Lehrern eng zusammenarbeiten. So geben alle in der Verschiedenheit Zeugnis von der wunderbaren Einheit im Leibe Christi: denn gerade die Vielfalt der Gnadengaben, Dienstleistungen und Tätigkeiten vereint die Kinder Gottes, weil ‚dies alles der eine und gleiche Geist wirkt‘.“

### Grundvollzüge
Als Grundvollzüge, durch die sich die Kirche in der Gesellschaft darstellt, nennt die katholische Tradition:
- Zeugnis (martyria): Verkündung und Verbreitung des Evangeliums
- Liturgie (altgriechisch leiturgia): Gottesdienst, gemeinsames Gebet, insbesondere Feier der Eucharistie
- Diakonie (diakonia): Dienst an den Menschen, Linderung von Not und Armut in der Welt

Die Kirche übernimmt damit die frühchristliche Vorstellung vom dreifachen Amt Christi und sieht bei jedem Glied der Kirche, Klerikern wie Laien, eine Teilhabe an diesen Ämtern.
Seit dem Zweiten Vatikanischen Konzil wird eine vierte Grunddimension der Kirche beschrieben, die Gemeinschaft (communio/koinonia), in der die christliche Gemeinde ebenfalls ihren Ausdruck findet. Lumen gentium spricht von der Kirche als „Gemeinschaft des Glaubens, der Hoffnung und der Liebe“ und versteht sie sowohl als „die sichtbare Versammlung“ als auch als „die geistliche Gemeinschaft“.

## Glaubensinhalte
Das Zweite Vatikanische Konzil hat betont, dass die kirchlichen Glaubensinhalte von unterschiedlichem Gewicht sind: „Beim Vergleich der Lehren miteinander soll man nicht vergessen, dass es eine Rangordnung oder Hierarchie der Wahrheiten innerhalb der katholischen Lehre gibt, je nach der verschiedenen Art ihres Zusammenhangs mit dem Fundament des christlichen Glaubens.“
- Dreifaltigkeit: Gott ist in drei Personen einer: Jesus Christus ist als Sohn Gottes eines Wesens mit Gott, dem Vater und Schöpfer der Welt, und wird mit ihm zusammen und dem Heiligen Geist als ein Gott angebetet und verherrlicht (siehe Menschwerdung Gottes). Durch den Tod am Kreuz und seine Auferstehung hat die zweite göttliche Person, der Sohn Gottes, die Sünden der Welt auf sich genommen und den Weg der Erlösung aus Sünde und Tod für alle Menschen geöffnet.
- Gottes Wirken in der Welt: Gott ist nicht nur der Schöpfer, sondern greift aus Liebe zu jedem einzelnen Menschen aktiv in die Welt ein (Erlösungshandeln); sein Wirken ist gemäß der Theodizee-Frage jedoch nach menschlichen Maßstäben nicht komplett begreifbar.
- Die katholische Kirche sieht sich in der Nachfolge der Apostel, deren Glaubensbekenntnis sie in der Kraft des Heiligen Geistes durch die Zeiten bewahrt, vertieft und angesichts neuer Fragestellungen klärt. Diese Tradition der Kirche, deren wichtigster und deshalb eigenständig genannter („die Heilige Überlieferung und die Heilige Schrift“), aber nicht einziger Teil die Bibel ist, bildet ihre Lehrgrundlage. Die apostolische Sukzession ist der Garant für die Apostolizität der Kirche sowie für die Bewahrung der Tradition. Sie besagt, dass die Bischöfe durch eine ununterbrochene Kette von Handauflegungen in der Nachfolge der Apostel stehen.

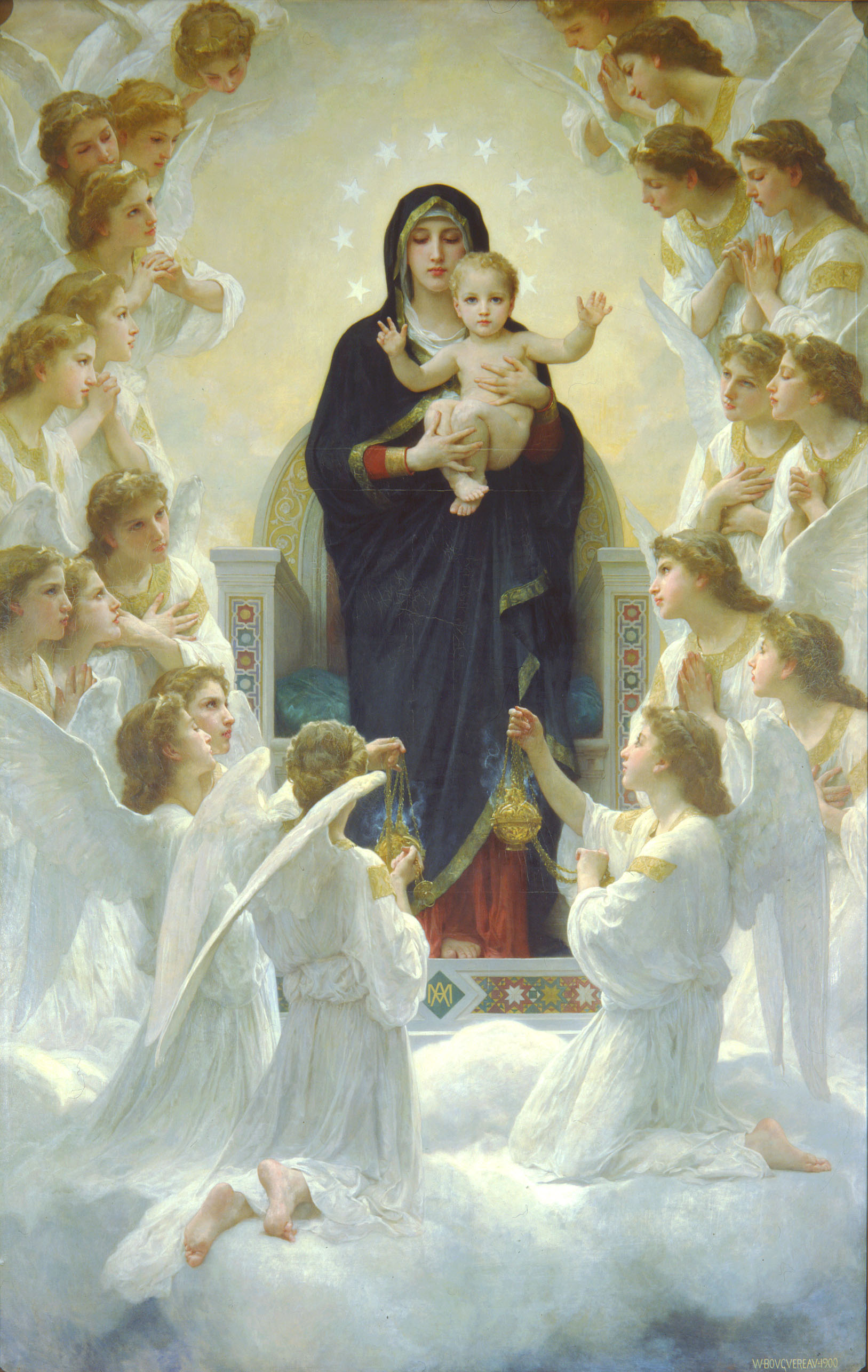
Die Jungfrau Maria mit Engeln, Gemälde von William Adolphe Bouguereau

- Sakramente: Die Jungfrau Maria mit Engeln, Gemälde von William Adolphe BouguereauGott schenkt nach katholischer Lehre den Menschen das Heil durch die Sakramente. Die katholische Kirche kennt sieben Sakramente: Taufe, Firmung, Eucharistie, Bußsakrament, Krankensalbung, Weihesakrament und Ehesakrament. Die Sakramente können grundsätzlich nur in der und durch die Kirche vermittelt werden. Für die Spendung des Tauf- und des Ehesakraments gelten Besonderheiten.[17][18][19]
- Endgericht und Leben nach dem Tod (Eschatologie): Die katholische Kirche erwartet das Wiederkommen Christi in Herrlichkeit und das Gericht über alle Menschen. Maßstab des Gerichts wird der Glaube und die nach dem Maß der Gaben verwirklichten guten Werke sein. Die Erlösten empfangen ewiges Leben in Gottesnähe („Schau“ Gottes von Angesicht zu Angesicht, himmlisches Hochzeitsmahl). Jedem Menschen droht bei der Abkehr von Gott die ewige Verdammnis in der Hölle.
- Marien- und Heiligenverehrung: Menschen, die ihr Leben auf Christus hin geführt haben, können anderen Glaubenden als Vorbilder dienen. Unter den Heiligen dient besonders die Gottesmutter Maria als Vorbild, sie wird unter anderem als „Urbild der Kirche“ verehrt. Die Heiligen gelten als Fürsprecher bei Gott, da man davon ausgeht, dass sie sich bereits in der Gemeinschaft mit Gott befinden. Die universale Heilsmittlerschaft Christi, auf den alle Heiligen verweisen, wird dadurch nicht in Frage gestellt, sondern unterstrichen. Die Prozesse der Selig- und Heiligsprechung der katholischen Kirche sind sehr umfangreich und können mehrere Jahrzehnte dauern. Dies gilt auch für die Anerkennung von Christus-, Marien- und Heiligenerscheinungen, auf die sich die Wallfahrtsorte gründen.
- In der katholischen Kirche ist neben Fürbitten für die Lebenden auch das Gebet für die Verstorbenen üblich. Den Armen Seelen, die sich noch im Läuterungszustand des Fegefeuers befinden, soll hiermit geholfen werden. Auch die Gewinnung von Ablässen für die Verstorbenen gehört deshalb zur Frömmigkeitspraxis.

Das Verhältnis zu anderen christlichen Konfessionen und auch zu anderen Religionen wurde durch das Zweite Vatikanische Konzil neu interpretiert.

## Eucharistieverständnis
Aufgrund ihres Kirchen-, Amts- und insbesondere Eucharistieverständnisses verbietet die römisch-katholische Kirche Interzelebration und Interkommunion (siehe auch: Lima-Erklärung des ÖRK und Transsubstantiation). Nach katholischer Lehre ist im gewandelten Brot und Wein Jesus Christus mit seinem Leib und Blut wahrhaft gegenwärtig. Diese Auffassung vertreten in unterschiedlicher Ausprägung Orthodoxe, Anglikaner, Altkatholiken, Lutheraner und Methodisten. Die Reformierten lehnen die Realpräsenz ab und sehen im Abendmahl ausschließlich einen symbolischen Erinnerungsakt. Die römisch-katholische Kirche gestattet den Gläubigen den Empfang in Liturgien getrennter Konfessionen nur unter besonderen Umständen, wie auch den Kommunionsempfang von Angehörigen dieser Konfessionen. Bei Lebensgefahr darf ein katholischer Priester die Sterbesakramente Mitgliedern anderer Konfessionen spenden. Orthodoxen Gläubigen dürfen hingegen die Sakramente der Buße, der Eucharistie und der Krankensalbung stets gespendet werden, wenn diese von sich aus darum bitten und in rechter Weise disponiert sind. 2004 hob Papst Johannes Paul II. in der Enzyklika Ecclesia de eucharistia noch einmal die Bedeutung der Eucharistie als zentrales Glaubensgeheimnis der römisch-katholischen Kirche und für die mit ihr in Glaubens-, Gebets- und Sakramentengemeinschaft stehenden katholischen Kirchen hervor und rief dazu auf, jedem Missbrauch vorzubeugen.

## Hierarchischer Aufbau

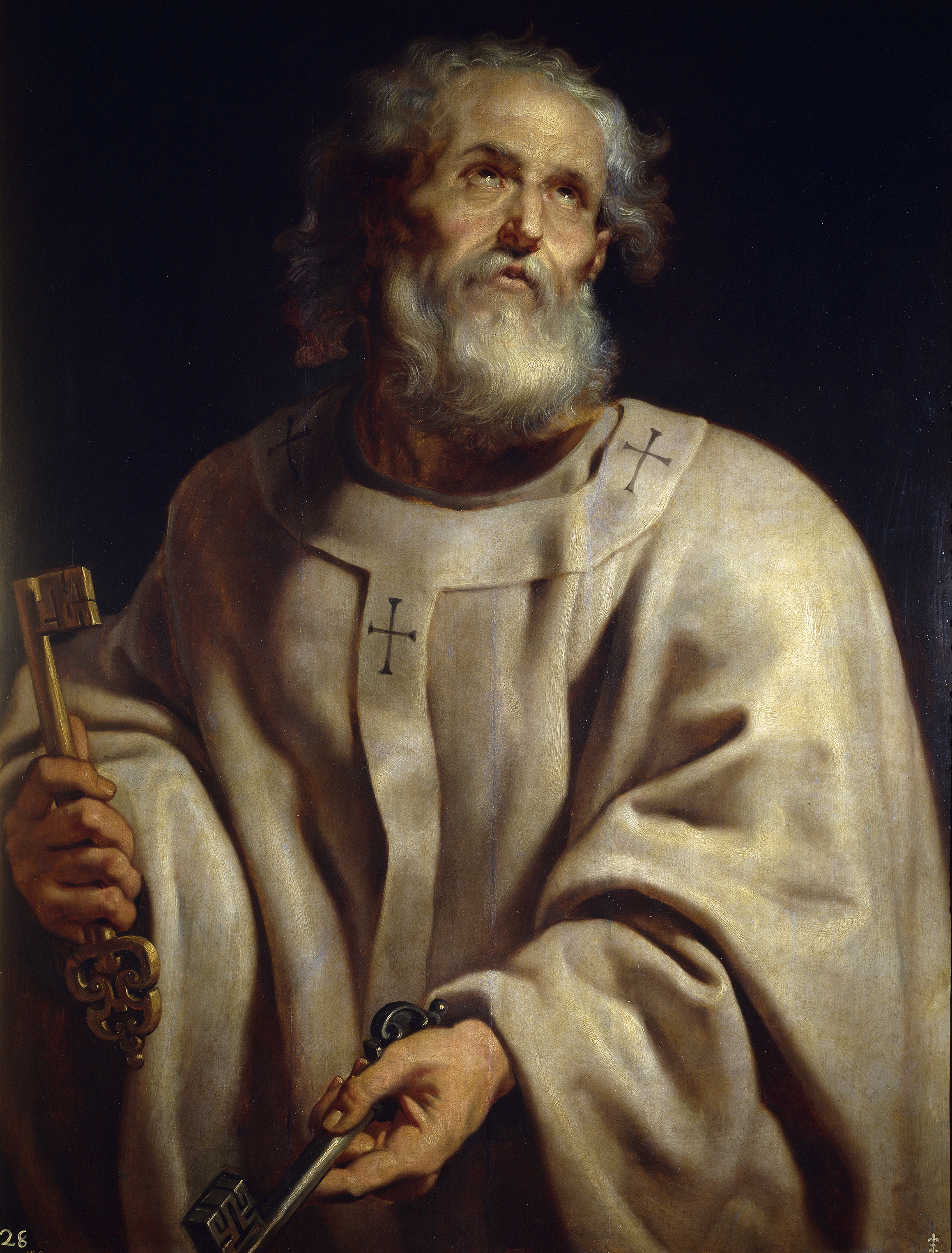
Petrus als Papst, dargestellt mit Pallium und den Schlüsseln Petri, Ölbild von Peter Paul Rubens (1610–1612)

Als unverzichtbares Strukturelement wird das Petrusamt mit seinem Primatsanspruch angesehen, das gemäß katholischer Lehre von Petrus (Mt 16,18–19 ) auf alle seine Nachfolger im römischen Bischofsamt übergeht. Die katholische Kirche ist hierarchisch strukturiert; unter Hierarchie versteht man dabei die feste Struktur, gemäß der die Kirche durch geweihte Amtsträger geführt wird. In der katholischen Kirche können nur Männer das Weihesakrament empfangen (vgl. auch Frauenordination). Der Ortsbischof, der als örtlich verantwortlicher Teil der Hierarchie in den Ostkirchen denn auch „Hierarch“ heißt, hat dabei für seinen Bereich die Leitungs-, Lehr- und Heiligungsgewalt. An allen drei Gewalten sind Kleriker sowie in eingeschränktem Maße besonders beauftragte Laien beteiligt. Die höchste Autorität in der Weltkirche hat sowohl der Papst als auch das Bischofskollegium in Einheit mit dem Papst.
Der Papst ist Haupt des Bischofskollegiums und übt höchste, volle, unmittelbare und universale Jurisdiktion über die ganze Kirche aus. In seiner Rechtsausübung ist er nicht beschränkt (331  CIC). Diese Gewalt wird auch als Primatialgewalt bezeichnet. Der Papst wird in seinen Aufgaben von der Bischofssynode und dem Kardinalskollegium beraten. Daneben existiert die Kurie als maßgebliches Organ für die Regierung der Kirche. Der Sitz des Papstes, manchmal auch in Einheit mit der Kurie, wird als Heiliger Stuhl bezeichnet; unter dieser Bezeichnung agiert der Papst als Völkerrechtssubjekt. Üblicherweise residiert der Papst in der Vatikanstadt, die Eigenstaatlichkeit besitzt.
Das Kollegium aller Bischöfe ist Rechtssubjekt. Nach neuerem Kirchenrecht ist es immer, also nicht nur während eines ökumenischen Konzils, Träger von Leitungsgewalt. Das Zweite Vatikanische Konzil und der CIC von 1983 schreiben dem Bischofskollegium höchste und volle Gewalt im Hinblick auf die ganze Kirche zu, die es gemeinsam mit dem Papst als dem Haupt des Bischofskollegiums ausübt. Eine Ausübung der Gewalt gegen den Papst ist dagegen nicht möglich.

Das ökumenische Konzil ist eine Versammlung, auf der das Bischofskollegium seine Gewalt über die ganze Kirche in feierlicher Weise ausübt (337  CIC). Ökumenische Konzilien müssen vom Papst einberufen werden, der das Präsidialrecht ausübt. Zudem brauchen die Beschlüsse die Zustimmung des Papstes, um gültig zu sein. Teilnahmeberechtigt sind in ordentlicher Weise alle, die die Bischofsweihe empfangen haben. Daneben sind in außerordentlicher Weise teilnahmeberechtigt jene, die von der höchsten Autorität zum Konzil berufen werden. Die Berechtigung verpflichtet gleichzeitig zur Teilnahme.

Die höchste und volle Gewalt des Bischofskollegiums kommt nach 337, § 2  CIC auch durch kollegiale Beschlussfassung der an ihrem Ort verbliebenen Bischöfe zum Ausdruck („Fernkonzil“). Hier sind die Beschlüsse nur wirksam, wenn sie anschließend vom Papst promulgiert wurden. Im Gegensatz zum Ökumenischen Konzil ist jedoch keine Initiative des Papstes notwendig.
Unterhalb der höchsten Autorität der Weltkirche sind Teilkirchenverbände die im Verfassungsrecht der Kirche vorgesehenen Zusammenschlüsse von Teilkirchen (v. a. Diözesen). Sie dienen als Ausdruck der Communio Ecclesiarum dem Verhältnis von Gesamtkirche und Teilkirche. Das Kirchenrecht behandelt unter den Kanones 432 bis 434 nur die Kirchenprovinz und die Kirchenregion, da nur diese Einrichtungen Rechtspersönlichkeit besitzen. Darüber steht jedoch die Bischofskonferenz, deren Gebiet jedoch nicht über Rechtspersönlichkeit verfügt.
Die Bischofskonferenz ist eine ständige Einrichtung der Bischöfe einer Nation, in der diese besondere Aufgaben gemeinsam beraten und beschließen. Für diese Ebene der Kirchenverfassung ist zudem die Einberufung eines Plenarkonzils möglich. Die orientalischen Teilkirchen verfügen nicht über eine solche Einrichtung.
Die Kirchenregion ist eine mögliche Zwischengliederung zwischen dem Gebiet einer Bischofskonferenz und einer Kirchenprovinz (433, § 1  CIC). Auch diese Form ist im Recht der orientalischen Teilkirchen nicht vorgesehen.
Die Kirchenprovinz ist ein mehrere Teilkirchen umfassender Verband, dem ein Metropolit vorsteht. Auf der Ebene einer Kirchenprovinz kann ein Provinzialkonzil einberufen werden. Bis auf wenige Ausnahmen sind alle Teilkirchen in Kirchenprovinzen zusammengefasst. Rechtlich fassbare Befugnisse über die Teilkirchen besitzt der Metropolit jedoch nur in sehr eingeschränkter Weise.
Teilkirchen sind vor allem die Diözesen, aber auch deren Ersatzformen wie die Gebietsprälatur, die Territorialabtei, das Apostolische Vikariat, die Apostolische Präfektur und die Apostolische Administratur. Daneben kann es personal umschriebene Teilkirchen – sogenannte Personalprälaturen – geben, gegenwärtig das Opus Dei, die Militärordinariate und die Apostolische Personaladministration in Campos.
Jeder Diözese steht ein Bischof vor, der als solcher Nachfolger der Apostel ist. Ihm kommt über seine Teilkirche die ganze Gewalt zu, mit Ausnahme dessen, was von der höchsten kirchlichen Autorität einer übergeordneten Instanz zugewiesen wurde. Die Amtsgewalt der Bischöfe leitet sich nach 381, § 1  CIC nicht vom Papst ab, die Bischöfe sind also keineswegs bloß „örtliche Vertreter des Papstes“, sondern eigenberechtigte Leiter ihrer Teilkirche. Die bischöflichen Leiter einer Diözese werden präzisierend als Diözesanbischöfe bezeichnet, im Unterschied zu all jenen, die nur die Bischofsweihe empfangen haben, nicht aber eine Diözese leiten. Diese werden als Titularbischöfe bezeichnet und erhalten eine untergegangene Diözese als Titularbistum. Den Diözesanbischöfen rechtlich gleichgestellt ist jeder andere ordentliche Vorsteher einer Teilkirche, also alle Territorialäbte und -prälaten, Apostolische Vikare, Apostolische Präfekten und Apostolische Administratoren. Im Unterschied zu Bischöfen leiten letztere aber ihre Gewalt aus der päpstlichen Ermächtigung ab und könnten somit tatsächlich als dessen örtliche Vertreter bezeichnet werden.

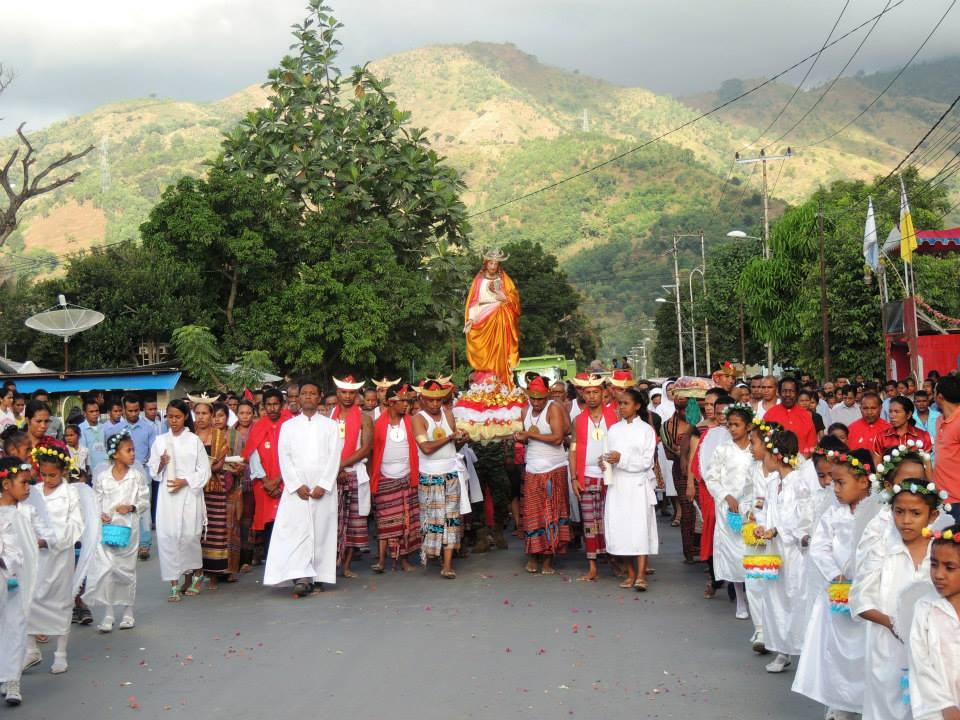
Prozession in Becora (Osttimor) zum 50-jährigen Jubiläum der Pfarrei (2014)

Jede Teilkirche muss in Pfarreien untergliedert sein (374, § 1  CIC). Ihr ist ein Priester als Pfarrer zuzuordnen. Neben territorial abgegrenzten Pfarreien gibt es in begrenzter Form auch Personalpfarreien, so etwa die Gemeinden für Katholiken anderer Muttersprache. Hinzu kommt die Kategorialseelsorge, also die Tätigkeit in Krankenhäusern, Schulen, Militärseelsorge, Jugendarbeit, Gefängnissen, Kurseelsorge. Auch die katholischen Hochschulgemeinden sind hier zu nennen.
Ein Verband von Pfarreien kann zu einem Dekanat zusammengefasst sein, dessen Vorsteher Dechant (auch: Dekan, Erzpriester) heißt. Der Dechant ist meistens ein Pfarrer des Dekanats, kirchenrechtlich muss er nur Priester sein. Er wird in der Regel durch den Ortsbischof und auf Zeit ernannt.
Für alle drei Weihestufen des Klerus – Bischof, Priester und Diakon – ist in der lateinischen Kirche der Zölibat regelmäßig vorgeschrieben. Eine Ausnahme bildet der Ständige Diakonat, der nach dem Zweiten Vatikanischen Konzil wiedereingeführt wurde. Eine Heirat ist jedoch nur vor der Weihe zum Ständigen Diakon möglich. In den unierten Kirchen gelten zum Teil andere Regelungen; für das Bischofsamt wird dort der Zölibat verlangt, so dass Bischöfe zumeist dem Mönchsstand entstammen.

## Ökumene
Zu Beginn des 20. Jahrhunderts stand die römisch-katholische Kirche der entstehenden ökumenischen Bewegung ablehnend gegenüber, so etwa in der Enzyklika Mortalium animos von Papst Pius XI. aus dem Jahr 1928. Kirchliche Einheit wurde im Sinne einer Rückkehr-Ökumene als Konversion der anderskonfessionellen Menschen zur römisch-katholischen Mutterkirche verstanden. Vor dem Zweiten Vatikanischen Konzil gab es sowohl Bestrebungen, diese Haltung weiter zu stärken – so etwa die Enzyklika Mystici corporis von Papst Pius XII. aus dem Jahr 1943 –, als auch Tendenzen zur ökumenischen Öffnung. Mit der Errichtung des Sekretariates zur Förderung der Einheit der Christen und der Berufung von Augustin Kardinal Bea zu dessen Präsidenten erreichte Papst Johannes XXIII., dass das ökumenische Anliegen auf dem Vatikanum II zu einem wichtigen Thema wurde. Das Ökumenismusdekret Unitatis redintegratio des Konzils bildet eine Abkehr von der Rückkehr-Ökumene und schafft die Grundlage für eine Beteiligung der römisch-katholischen Kirche an der ökumenischen Bewegung.
Heute wird die Verständigung und der Austausch mit anderen christlichen Glaubensgemeinschaften gesucht und gepflegt, insbesondere mit den östlich-orthodoxen Kirchen, den anglikanischen und alt-katholischen Kirchen sowie den evangelischen Kirchen und Gemeinschaften. Die römisch-katholische Kirche ist zwar nicht Mitglied im Ökumenischen Rat der Kirchen (ÖRK), seit 1965 gibt es aber eine gemeinsame Arbeitsgruppe. Außerdem arbeitet sie in der Kommission für Glauben und Kirchenverfassung als Vollmitglied mit und steht der Kommission für Weltmission und Evangelisation beratend zur Seite. Auf regionaler, nationaler und lokaler Ebene ist die römisch-katholische Kirche Mitglied in zahlreichen ökumenischen Organisationen.

## Morallehre

### Bergpredigt und Lebenswerte
Die Morallehre der katholischen Kirche ist seit den Anfängen dadurch geprägt, an den Idealen der Bergpredigt festzuhalten und zugleich den Bedingungen der irdischen Realität Rechnung zu tragen. In früheren Jahrhunderten war regelmäßig der Vorwurf zu großer Laxheit Grund für Kritik und manchmal Begründung für Abspaltungen der Montanisten, Novatianisten, Donatisten, Katharer und Waldenser. Heute entzündet sich die Kirchenkritik meist an zu hohen und schwierigen Idealen, gepaart mit dem Vorwurf der Heuchelei und Doppelmoral, so zum Beispiel in Bezug auf Sexualität, aber auch auf eklektische und inkonsistente Auslegung der Bibel in Bezug auf Moral sowie inkohärente Anwendung dessen, was als Morallehre der katholischen Kirche bezeichnet wird. Im Rahmen des Bekanntwerdens zahlreicher Missbrauchsfälle in römisch-katholischen Einrichtungen nahm diese Kritik zu.
Der Bergpredigt folgend sind die zentralen katholischen Wertsetzungen Liebe, Wahrheit, Gewaltlosigkeit, Besitzverzicht, Gerechtigkeit, Treue, Keuschheit. Die Umsetzung in kirchliches und, wo möglich, staatliches Recht geschieht in immer neuen Anläufen und unter innerkirchlichen und gesellschaftlichen Konflikten. Lange waren Themen wie Eid, Wehrpflicht, Todesstrafe oder Kapitalismus umstritten. Hier ist die Amtskirche in ihrer Morallehre traditionell eher kompromissbereit.
Seit etwa 1968 steht mit der Enzyklika Humanae vitae zeitgleich mit den soziokulturellen Umwälzungen fast ausschließlich die Ehe- und Sexualmoral im Mittelpunkt der Beachtung und Auseinandersetzung. Das kirchliche Lehramt hat sich immer wieder eindeutig im Sinn der Zusammengehörigkeit von Sexualität, Fortpflanzung und lebenslanger Treue und damit gegen Ehescheidung sowie künstliche Empfängnisverhütung ausgesprochen.
Noch größere Bedeutung kommt dem Lebensschutz zu, weshalb Abtreibung, aktive Sterbehilfe, Klonen, Todesstrafe, Eugenik und Angriffskrieg abgelehnt werden. Seit dem 2. August 2018 ist die Ablehnung der Todesstrafe auch im Katechismus festgehalten, nachdem verschiedene Bischöfe, wie etwa Christoph Kardinal Schönborn, und auch Papst Franziskus schon zuvor mehrfach erklärt hatten, sie sei abzulehnen und abzuschaffen.
Die katholische Moraltheologie vertritt die Ansicht, dass die Werte des Evangeliums dem Naturrecht nicht widersprächen, sondern dessen letzter und höchster Ausdruck seien.
Anfang Oktober 2014 fand die außerordentliche Bischofssynode zu den pastoralen Herausforderungen der Familie im Kontext der Evangelisierung in Rom statt. Die Beratungen wurden im Oktober 2015 auf der XIV. ordentlichen Generalversammlung der Weltbischofssynode fortgesetzt.

### Menschenrechte

#### Anerkennung
Mit der Anerkennung der Menschenrechte in der Enzyklika Pacem in terris (PT) vollzieht der Vatikan eine tiefgreifende Wende. Die am 10. Dezember 1948 von den Vereinten Nationen beschlossene Allgemeine Erklärung der Menschenrechte wird als „Akt von höchster Bedeutung“ (PT 75) bezeichnet. Papst Johannes XXIII. stellte in PT fest, „dass der Mensch das Recht auf Leben hat, auf die Unversehrtheit des Leibes sowie auf die geeigneten Mittel zu angemessener Lebensführung.“ Indem der Papst die Allgemeine Menschenrechtserklärung guthieß und unterstützte, integrierte er das Konzept unveräußerlicher Menschenrechte und Grundfreiheiten in die katholische Lehre. Ausdrücklich wird die Freiheit eingeräumt, „seine Religion privat und öffentlich zu bekennen“ (PT 8). Dies war ein Novum angesichts des bisherigen religiösen Absolutheitsanspruchs der römischen Kirche und der erste Schritt zur 1965 erfolgten kirchlichen Anerkennung der Religionsfreiheit in Dignitatis humanae.
Gerade Papst Franziskus begründete sein Eintreten für Gerechtigkeit immer wieder mit den Menschenrechten, beispielsweise in seiner Umweltenzyklika Enzyklika Laudato si’ (LS). Mit ihr rückte er die Themenbereiche Umwelt- und Klimaschutz in den Fokus und setzt zudem Zeichen im Hinblick auf bestehende soziale Ungerechtigkeiten. So stellte er fest, dass „der Zugang zu sicherem Trinkwasser ein grundlegendes, fundamentales und allgemeines Menschenrecht [ist], weil es für das Überleben der Menschen ausschlaggebend und daher die Bedingung für die Ausübung der anderen Menschenrechte ist“ (LS 30). Den Armen den Zugang zu Wasser vorzuenthalten bedeutet, „ihnen das Recht auf Leben zu verweigern, das in ihrer unveräußerlichen Würde verankert ist“ (LS 30).

#### Beachtung
Immer wieder wird hervorgehoben, dass die Kirche selbst auch heute noch die Menschenrechte kirchenintern verletze, beispielsweise beim Ausschluss der Frauen von der Ordination. Der Kirchenrechtler Adrian Loretan hält die Menschenrechte für eine kirchliche Herausforderung. Denn solange das geltende Recht der Kirche von «einem schrankenlosen Vorbehalt zu Gunsten der kirchlichen Autorität ausgeht, könne von Grundrechten in einem strikten Sinn in der Kirche nicht die Rede sein». Beispielsweise könnten ohne garantierte Menschenrechte sich die Opfer sexueller Gewalt nicht gegen kirchliche Amtspersonen wehren. Er betont daher die innerkirchliche Bedeutung der Anerkennung der Menschenrechte, da sie ein „Instrument gegen Machtmissbrauch in der Kirche“ seien.

### Kirchengebote
Die Kirche lehrt die Weisungen der Kirche (Kirchengebote), um das Verhältnis des Gläubigen zur Gemeinschaft der Kirche zu regeln. Die fünf Kirchengebote umfassen den Besuch der Heiligen Messe an Sonntagen und den gebotenen Feiertagen, den regelmäßigen Empfang der Sakramente der Buße und der Eucharistie, das Fasten am Freitag und die Unterstützung der Kirchengemeinde.

## Zugehörigkeit und Gliederung in Teilkirchen
Die katholische Kirche besteht aus 24 Teilkirchen eigenen Rechts (eigener Ritus), deren weitaus größte die Lateinische ist. Die übrigen 23 Teilkirchen erstrecken sich auf die anderen Ritenfamilien; es sind andere Kirchen oder deren Teile, die sich im Laufe der letzten tausend Jahre mit Rom versöhnt haben, ihren historisch gewachsenen Ritus aber beibehalten haben. Die Maroniten besitzen einen eigenständigen Ritus und sind als Ganze mit Rom uniert.
Äußeres Merkmal der Zugehörigkeit zur katholischen Kirche ist neben der gemeinsamen Glaubenslehre die Anerkennung des päpstlichen Primats, das heißt der spirituellen und juristischen Leitungsfunktion des Papstes. Dieser übt jedoch nur über die Lateinische Kirche patriarchale Gewalt aus; die übrigen Teilkirchen haben meist eigene Patriarchen oder Großerzbischöfe mit abweichender Jurisdiktion.

## Kirchliche Vereinigungen
Das Kirchenrecht erkennt verschiedene Formen des geweihten Lebens an, neben den Instituten des geweihten Lebens auch Eremiten oder Anachoreten (CIC, Can. 603) und geweihte Jungfrauen (Can. 604). Abgesehen von Priestermönchen gehören die Mitglieder der verschiedenen Formen des geweihten Lebens nicht der Hierarchie an und werden nicht von der Kirche finanziell unterhalten.
Darüber hinaus gibt es auch zahlreiche geistliche Laiengruppierungen, die vom Päpstlichen Rat für die Laien betreut werden. Hierzu zählen vor allem die zahlreichen geistlichen Gemeinschaften.
Außerhalb der kirchenrechtlichen Regelungen gibt es säkularrechtlich verfasste Verbände und Vereinigungen, die in Deutschland häufig vereinsrechtliche Strukturen haben. Die kirchliche Anbindung ist in der Regel durch einen vom zuständigen Bischof bestätigten Präses gegeben. Wenn sich Vereine „katholisch“ nennen, benötigen sie dazu die amtliche kirchliche Zustimmung. In Deutschland bestehen mehr als 100 katholische Verbände, in Österreich etwa 20. Hierzu gehören zahlreiche Jugendverbände; in Deutschland sind die meisten davon Mitglied im Bund der Deutschen Katholischen Jugend (BDKJ) als Dachverband. Eine international tätige Vereinigung ist das Kolpingwerk, in Deutschland bestehen ferner u. a. die Katholische Arbeitnehmer-Bewegung, die Katholische Frauengemeinschaft Deutschlands, der Katholische Deutsche Frauenbund und die Katholische Landvolkbewegung.
| Land                | Stand | Mitglieder | Anteil an Gesamtbevölkerung | Durchschnittliche Anzahl Gottesdienstbesucher (Sonntagsmesse) | Anteil an Gesamtzahl |
| ------------------- | ----- | ---------- | --------------------------- | ------------------------------------------------------------- | -------------------- |
| Deutschland         | 2024  | 19.770.000 | 23,7 %                      | ca. 2.133.000                                                 | 9,3 %                |
| Österreich4.638.842 | 2023  | 4.640.000  | 50,6 %                      | 568.000–606.000                                               | 11,0–11,7 %          |
| Schweiz             | 2023  | 2.700.000  | 30,7 %                      |                                                               |                      |
| Luxemburg           | 2021  | 270.000    | 41 %                        |                                                               |                      |
| Liechtenstein       | 2015  | 27.599     | 73,4 %                      |                                                               |                      |

## Verbreitung

Verbreitung der katholischen Kirche:
Anteil der Katholiken an der Gesamtbevölkerung nach Land
90–100 %
80–90 %
70–80 %
60–70 %
50–60 %
40–50 %
30–40 %
20–30 %
10–20 %
0–10 %
Keine Daten

Die katholische Kirche ist in weiten Teilen der Erde verbreitet, vor allem (Bevölkerungsanteil >30 %) in:
- Afrika: Äquatorialguinea, Angola, Burundi, Demokratische Republik Kongo, Gabun, Kap Verde, Republik Kongo, Ruanda, Uganda;
- Asien: Philippinen, Osttimor;
- Nordamerika: Kanada, Mexiko;
- Mittel- und Südamerika: alle Länder außer Guyana, Surinam, Jamaika, Trinidad und weiteren Karibikinseln;
- Mitteleuropa: Litauen, Polen, Österreich, Schweiz, Slowakei, Slowenien, Ungarn, Luxemburg sowie einige Kleinstaaten;
- Süd- und Südosteuropa: Italien, Spanien, Portugal, Kroatien, Malta;
- Westeuropa: Frankreich, Belgien, Irland.

Der römisch-katholischen Kirche gehören nach Eigenangaben weltweit etwa 1,4 Milliarden Mitglieder durch Taufe an (Stand: 2023). Nach anderen Quellen werden für 2024 knapp 1,3 Milliarden angenommen. 2018 waren weltweit 1,3 Milliarden Menschen Katholiken; 2011 waren es noch 1,2 Milliarden. 2022 nannte die vatikanischen Informationsagentur Fides die Zahl von knapp 1,36 Milliarden Kirchenmitgliedern, eine Zunahme von 15,2 Millionen Menschen gegenüber 2019; der Anteil der Katholiken an der Weltbevölkerung betrug 17,73 Prozent (−0,01 Prozent gegenüber 2019). Die Mitgliederzahlen stiegen in allen Kontinenten mit Ausnahme von Ozeanien an, am stärksten in Amerika (+6,46 Millionen gegenüber 2019) und Afrika (+5,29 Millionen), in Asien um 2,73 Millionen und in Europa um 734.000.
2017 waren 48,5 % aller Katholiken Amerikaner (Vergleich: 13,5 % der Weltbevölkerung); 21,8 % Europäer (Weltbevölkerung: 9,7 %); 11,1 % Asiaten (Weltbevölkerung: 59,8 %); 17,8 % Afrikaner (Weltbevölkerung: 16,5 %); 0,8 % Ozeanier (Weltbevölkerung: 0,5 %). 2023 entfielen von etwa 1,406 Milliarden Katholiken weltweit 41,2 Prozent auf Lateinamerika (Südamerika und Mittelamerika) und 20,4 % auf Europa. In Afrika stieg die Zahl der Katholiken weltweit am meisten auf 20 %. Auf Asien entfielen 11 % aller getauften Katholiken, mehr als drei Viertel davon lebten in Indien und auf den Philippinen.
2017 gab es in der katholischen Kirche 5.389 Bischöfe und 414.582 Ordens- und Diözesanpriester. Die Zahl der Studenten in den Diözesan- oder Ordensseminaren betrug 100.781. 2022 waren es 5.363 Bischöfe und 410.219 Priester. Afrika (+1.004) und Asien (+778) verzeichneten bis 2022 die größten Zuwächse, in Europa (−4.374) ging die Zahl der Priester am stärksten zurück, in Amerika um 1.421 und in Ozeanien um 104 Priester. Dennoch arbeiteten in Europa mit 163.954 nach wie vor die meisten Priester weltweit. Der Anteil am Weltpriestertum betrug in Europa im Jahr 2017 rund 41,9 % der Priester (2022: 39,5 %), in Amerika 29,5 %, in Asien 16,3 %, in Afrika 11,2 % und in Ozeanien 1,1 %.